# CREDO
CREDO（非常に分散した宇宙線観測所）とは、世界中のスマートフォンを使って地球に降り注ぐ宇宙線を検出し、暗黒物質を探索するという科学プロジェクト。2016年8月にクラクフ市の原子核物理学研究所から始まった。

## 概要
CREDOは、"Cosmic-Ray Extremely Distributed Observatory"の略語で、直訳するなら「宇宙線 超分散 天文台」。この観測プロジェクトは、宇宙空間の約95％を占めるとされる暗黒物質（ダークマター）およびダークエネルギーの探索を目的としている。
一方で、目的の暗黒物質は光学的に直接観測できないと言われており、その正体もほとんど掴めていない。そこで、宇宙線（ガンマ線）が地球に落ちる際に降り注ぐような形となって起こる電磁カスケードの一種「スーパー・プレシャワー（SPS）」を、大勢の人が持っているスマートフォンを活用し、世界中の様々な場所で分散観測しようという新しい試みである。クラクフ市の原子核物理学研究所がCREDOの運用本部にあたり、ポーランドをはじめチェコ共和国、スロバキア、ハンガリーなど9か国50名の科学者で発足した。
誰でも専用アプリをインストールすることで、自分のスマートフォンが宇宙線の検出器となり（搭載カメラの光学センサーやGPS機能が活用されている）、上空の粒子観測をしてくれる。研究者に限らず、世界中あらゆる地域・年齢のいわば専門家じゃない人でも、「市民の科学者」として参加できることが特徴の一つとなっている。実際にスマートフォンによって検出登録された粒子のすべての痕跡は、CREDOの専用ウェブサイトで見ることができる。